# Fläsch

Historisches Luftbild, aufgenommen von Werner Friedli (10. Oktober 1963)

Fläsch ist eine politische Gemeinde im Schweizer Kanton Graubünden. Sie gehört zur Region Landquart und ist eine der vier Gemeinden der Bündner Herrschaft.

## Geographie
Die Gemeinde ist der nördlichste Ort des Kantons Graubünden und liegt auf der rechten Seite des Churer Rheintals am Fuss des Fläscherbergs und der St. Luzisteig. Vom gesamten Gemeindeareal von 1995 ha sind 874 ha von Wald und Gehölz bedeckt, 705 ha landwirtschaftliches Nutzgebiet (u. a. Rebbau), 376 ha unproduktive Fläche (meist Gebirge) und 40 ha Siedlungsfläche. Fläsch grenzt an Maienfeld, im Westen an Bad Ragaz auf der anderen Rheinseite im Kanton St. Gallen und im Norden an Balzers im Fürstentum Liechtenstein.
Bis zum 23. Oktober 1977 bestand eine sogenannte Kommunanz, das Gemeinschaftsgebiet Maienfeld-Fläsch, das den Gemeinden Fläsch und Maienfeld gemeinsam gehörte.

## Geschichte
Eine bronzezeitliche Siedlung existierte auf dem Matluschkopf, und früheisenzeitliche Häuser bei Parsax. Vier römische Kalköfen und Münzen aus dem 1. Jahrhundert nach Christus wurden gefunden. Im Jahr 831 wird der Ort erstmals als Villa Flascae erwähnt. Im frühen Mittelalter gehörte er zur fränkischen Grafschaft Unterrätien, im Hochmittelalter war er Teil der Herrschaft Maienfeld-Fläsch. Im 14. Jahrhundert wurde er alemannisiert. 1436 wurde Fläsch Mitglied im Zehngerichtebund. 1480 ist eine dem heiligen Niklaus geweihte Kapelle erwähnt, die damals unter dem Patronat des Klosters Pfäfers stand. 1509 ging Fläsch durch Kauf an die Drei Bünde und wurde deren Landvogtei. 1524 trat Fläsch als erste Bündner Gemeinde zum evangelisch-reformierten Glauben über, 1569 erfolgte die Trennung von der St. Amanduskirche in Maienfeld. Vom 16. bis Ende des 18. Jahrhunderts war Fläsch auch als Badeort (mit entsprechendem Namenszusatz) bekannt und beliebt wegen seiner schönen Lage und seiner guten Weine. 1617–1817 wurden die Grenzen mit Maienfeld bereinigt. 1803 wurde Fläsch eine selbständige Gemeinde. 1850 hatte Fläsch 441 Einwohner, danach sank die Zahl auf 383 (1900) und 317 (1970), seither stieg sie wieder an und erreichte im Jahr 2000 535 Bewohner. Eine Güterregulierung wurde 1979 beendet, die Betriebe durch Spezialisierung auf Weinbau, Viehzucht oder Ackerbau saniert. Es gibt eine bedeutende Forstwirtschaft, aber wichtigster Erwerbszweig ist seit dem 9. Jahrhundert der Weinbau.

## Wappen
| Wappen von Fläsch | Blasonierung: «In Blau aus goldenem (gelbem) Schildfuss wachsend drei goldene Ähren» |
| Wappen von Fläsch | Das Wappen entspricht einem Gemeindesiegel von 1803 in den überlieferten Farben.     |

## Bevölkerung
| Jahr          | 1850 | 1870 | 1888 | 1900 | 1920 | 1941 | 1970 |
| Einwohnerzahl | 441  | 462  | 408  | 383  | 421  | 417  | 317  |
| Jahr          | 2000 | 2004 | 2006 | 2008 | 2017 | 2020 |      |
| Einwohnerzahl | 535  | 586  | 602  | 590  | 774  | 827  |      |

Zwischen 1850 und 1870 nahm die Bevölkerung noch leicht zu – um anschliessend in zwei Schüben bis 1900 stark abzunehmen (1870–1900: - 17  %). Danach folgte eine zwanzigjährige Wachstumsphase. Zwischen 1941 und 1970 kam es zu einer massiven Abwanderung auf einen neuen Tiefststand (1941–1970: - 24  %). Seither wächst die Einwohnerzahl ununterbrochen und stark an (1970–2004: + 85 %).

### Sprachen
Die im Frühmittelalter rätoromanisch sprechende Bevölkerung wurde bereits im 14. Jahrhundert durch alemannische Zuwanderer germanisiert. Amtssprache der Gemeinde ist Deutsch. Nebst den in der Tabelle aufgeführten Sprachen gaben im Jahr 2000 sieben Personen Portugiesisch und drei Englisch als Hauptsprache an.
| Sprachen      | Volkszählung 1980 | Volkszählung 1980 | Volkszählung 1990 | Volkszählung 1990 | Volkszählung 2000 | Volkszählung 2000 |
| Sprachen      | Anzahl            | Anteil            | Anzahl            | Anteil            | Anzahl            | Anteil            |
| ------------- | ----------------- | ----------------- | ----------------- | ----------------- | ----------------- | ----------------- |
| Deutsch       | 339               | 97,41 %           | 400               | 96,39 %           | 519               | 97,01 %           |
| Rätoromanisch | 5                 | 1,44 %            | 2                 | 0,48 %            | 4                 | 0,75 %            |
| Einwohner     | 348               | 100 %             | 415               | 100 %             | 535               | 100 %             |

### Religionen – Konfessionen
Fläsch war die erste Bündner Gemeinde, welche 1524 die reformierte Lehre einführte. Während Jahrhunderten dominierte die Reformierte Kirche. Durch Kirchenaustritte und Zuwanderung hat sich dies stark geändert. Im Jahr 2000 gab es 70 % evangelisch-reformierte und 23 % römisch-katholische Christen. Daneben gab es 5 % Konfessionslose. Weitere 1 % der Einwohnerschaft machten keine Angaben zu ihrem Glaubensbekenntnis.

### Herkunft – Nationalität
Von den 586 Bewohnern Ende 2004 waren 559 (= 95 %) Schweizer Bürger. Bei der letzten Volkszählung waren 511 (= 95 %) Schweizer Staatsangehörige, darunter 24 Doppelbürger. Die grössten Zuwanderergruppen kommen aus Deutschland, Österreich, Liechtenstein, Portugal und Italien.

### Vereine
Trotz kleiner Einwohnerzahl findet im Dorf ein reges Vereinsleben statt. Neben dem Weinbauverein, in welchem fast alle Selbstkelterer vertreten sind, gibt es auch diverse Sportvereine für alle Altersklassen. Einer der ältesten Dorfvereine sind die Landfrauen, gegründet im November 1938 erfreuen sie mit Suppentagen, Altersheimbesuchen oder Vorträgen. Für Jugendliche bietet der Verein Jugendarbeit Fläsch, Jenins und Maienfeld einen Jugendraum in Maienfeld an.

## Politik
Dem Gemeinderat gehören fünf Personen an. Der Gemeindepräsident ist René Pahud (Stand 2023). Am 12. Februar 2023 fand die Gesamterneuerung des Rates statt, dieser ist für vier Jahre gewählt.

## Wirtschaft

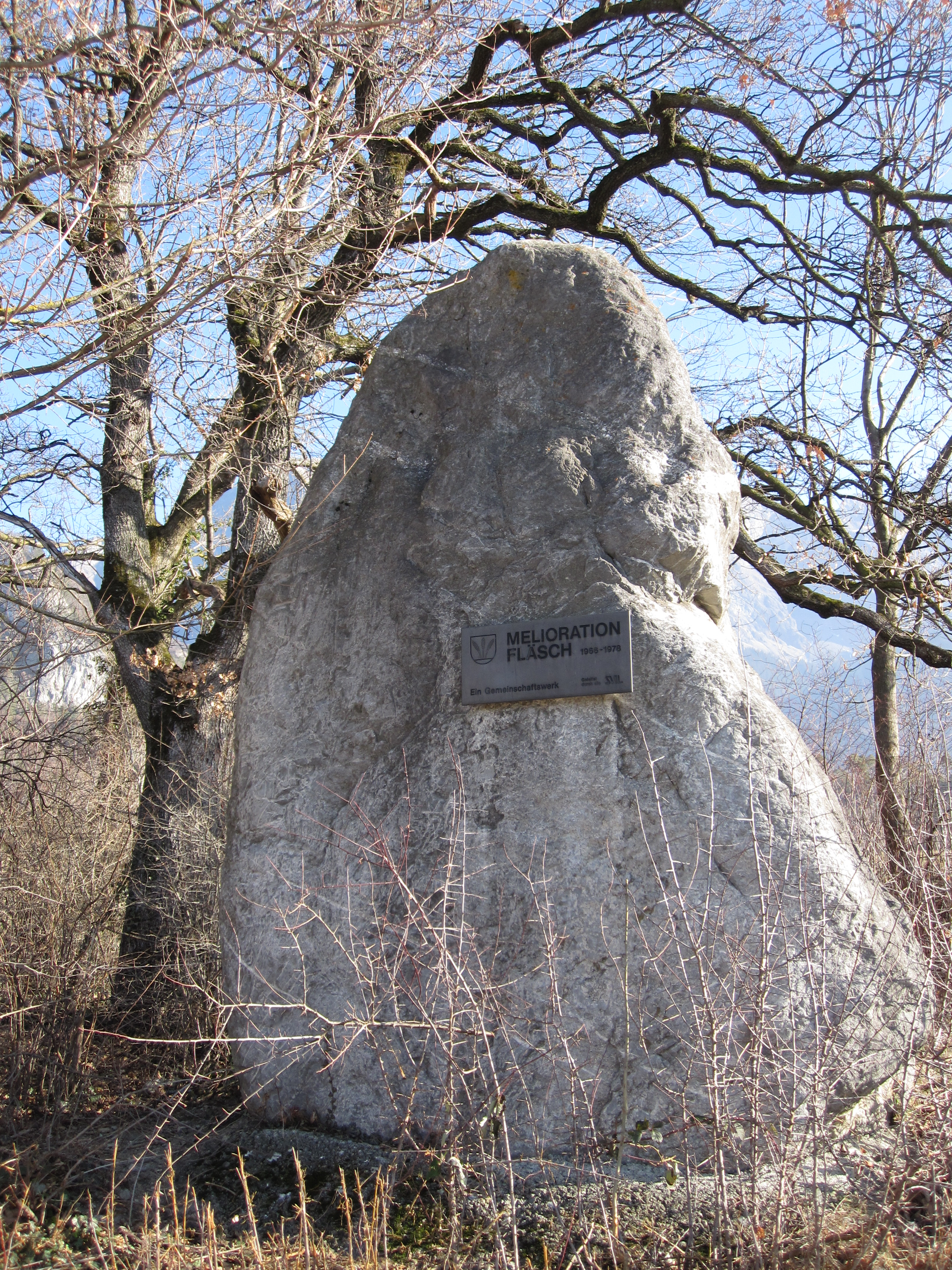
Gedenkstein zur Erinnerung an die Melioration der Gemeinde Fläsch

Anders als es das Gemeindewappen vermuten lässt, ist Fläsch keine Gemeinde, in der Getreideanbau vorherrscht. Sie ist zwar landwirtschaftlich geprägt, der Haupterwerbszweig aber ist der Weinbau. 16 Betriebe bewirtschaften etwa 48 ha Rebfläche, die zu 80 % mit Blauburgunder-Reben bepflanzt ist.

### Verkehr
Fläsch ist durch den Postauto-Kurs 450 mit Bad Ragaz und Landquart verbunden und an das öffentliche Verkehrsnetz angeschlossen. Die Bahn kann man über den Bahnhof Maienfeld oder Bad Ragaz benützen. Über den Anschluss 13 (Maienfeld) oder den Anschluss 12 (Bad Ragaz) der Autobahn A13, die in der Nähe verläuft, bestehen auch Anschlüsse an das Fernstrassennetz.
Fläsch ist Zielort des in Chur beginnenden Nordbündner Weinwanderwegs.

## Ortsplanung

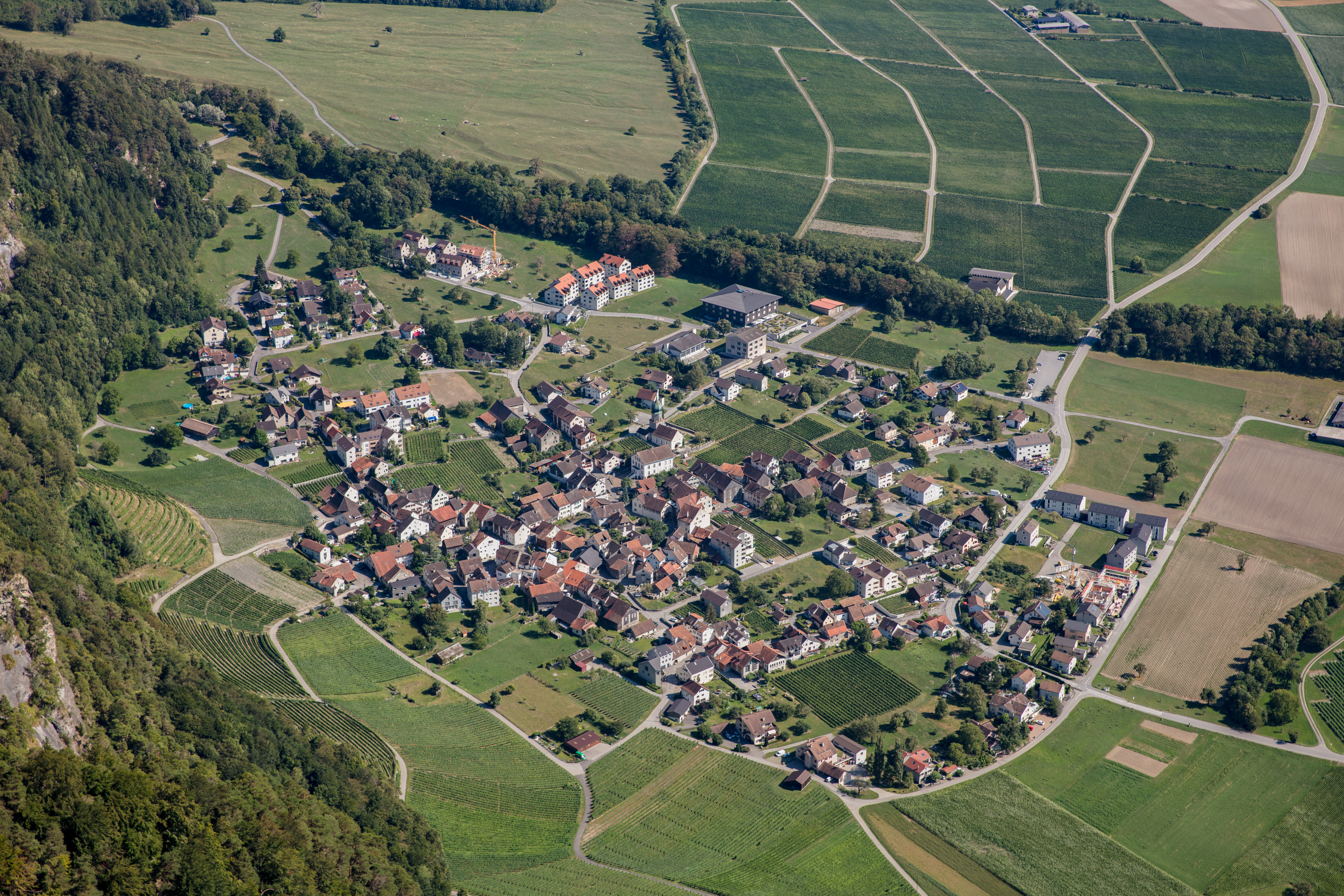
Fläsch mit den durch die Ortsplanung freigehaltenen Flächen

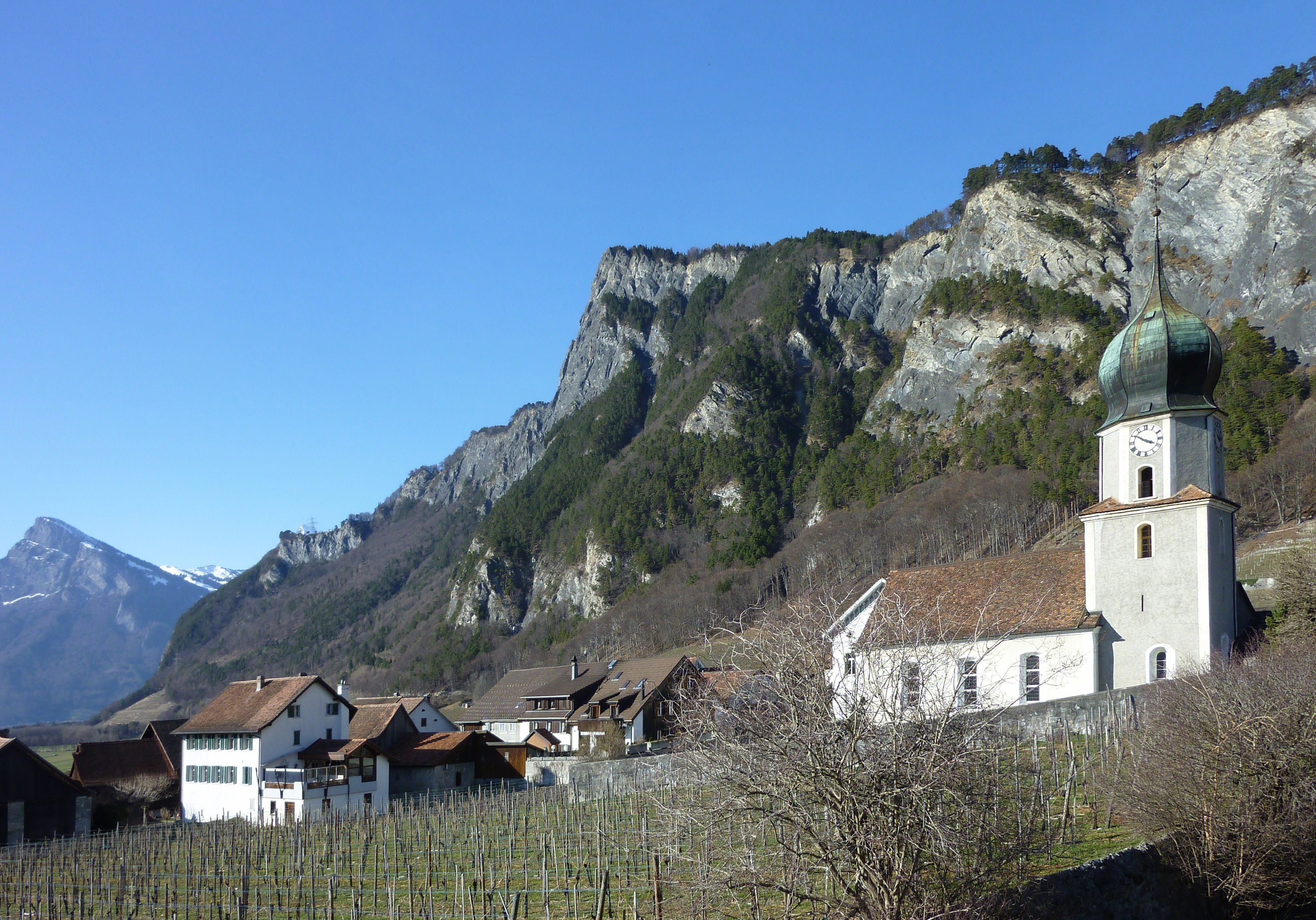
Blick nach Norden

Um das Fläscher Ortsbild, das im Inventar der schützenswerten Ortsbilder der Schweiz figuriert, zu schützen und weiterhin zu erhalten, hat Fläsch seine Ortsplanung auf für die Schweiz beispielhafte Weise neu ausgerichtet. Nach einem Entwurf der Hochschule für Technik und Wirtschaft Chur für ein Neugestaltungskonzept des Zonenplans und ein neues Baugesetz wurde Bauland im Dorfkern zurückgezont, die Besitzer von Bauland im Kern erhielten Realersatz in neu eingezonten Gebieten am Dorfrand. Der ursprüngliche Entwurf der revidierten Ortsplanung sah vor, dass die Besitzer ihr zu Landwirtschaftsland zurückgezontes Bauland im Dorfkern behalten könnten. Dieser Entwurf wurde an der Gemeindeversammlung vom 2. Juli 2007 zurückgewiesen (Stimmenverhältnis 135:130), hauptsächlich aus der Befürchtung, die realentschädigten Eigentümer des zurückgezonten Baulands im Dorfkern könnten bei einer allfälligen späteren Wiedereinzonung doppelt profitieren. Eine überarbeitete Version der neuen Ortsplanung wurde von der Gemeindeversammlung im November 2008 praktisch einstimmig gutgeheissen.
Für innovative Ortsplanung, Erhalt regionaltypischer Freiflächen im Zentrum und Förderung zeitgenössischer Architektur wurde der Gemeinde Fläsch 2010 der Wakkerpreis verliehen.

## Sehenswürdigkeiten
- An der Grenze zu Balzers sind die Ruinen der Burg Grafenberg zu sehen, die vermutlich im 13. Jahrhundert entstand, über die aber nichts Weiteres bekannt ist.

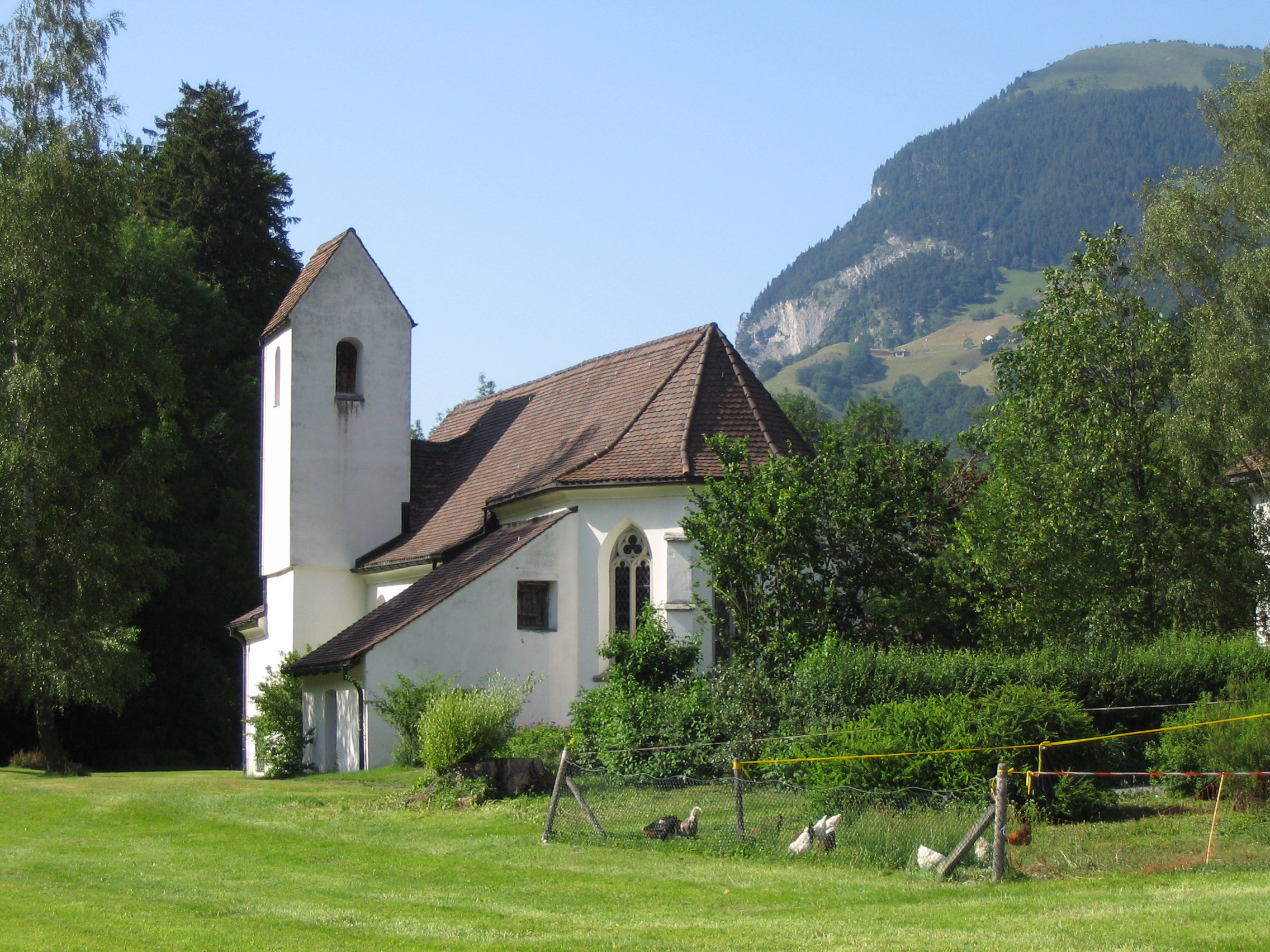
Kirche St. Luzisteig

- Auf der St. Luzisteig steht die historisch wichtige Festung St. Luzisteig der Schweizer Armee mit einem Torgebäude von 1702 und einem kleinen Armeemuseum. Auf der Passhöhe (713 m. ü. M.) steht eine kleine gotische Kirche, deren Vorgängerbau erstmals 831 erwähnt wurde. Bis Anfang des 15. Jahrhunderts war sie die Mutterkirche von Fläsch und Maienfeld.[8]

- Das ab 1940 erbaute Artilleriewerk Tschingel war die grösste Artilleriefestung des Kantons Graubünden.[9]

- Fläsch beherbergt die grösste Schweizer Mausohrenkolonie (Kirchenfledermäuse), mehr als 1500 Mütter mit ihren Jungen verbringen den Sommer im Turmhelm der Kirche von Fläsch. Passanten können auf Knopfdruck die Jungenaufzucht per Livekamera beobachten.[10]
- Moderne Architektur
  - Haus Meuli, 2001, Architekten: Valentin Bearth, Andrea Deplazes, Daniel Ladner[11]
  - 1998–1999: Schulhaus Fläsch, Architekt: Pablo Horváth[12]
  - Weingut Gantenbein, 2007, Architekten: Valentin Bearth, Andrea Deplazes, Daniel Ladner[13]
  - Wohnhaus Casascura, 2007, Architekt: Kurt Hauenstein[14]
  - Klinik Gut Fläsch, 2016, Architekten: Valentin Bearth, Andrea Deplazes

## Persönlichkeiten
- Bartholomäus Anhorn der Ältere (1566–1642), evangelisch-reformierter Pfarrer und Historiker in Graubünden und Appenzell, in Fläsch 1586–1612
- Bartholomäus Anhorn der Jüngere (1616–1700), evangelisch-reformierter Pfarrer und Historiker in Graubünden, Appenzell, St. Gallen, Pfalz, Thurgau und Zürich
- Barbara Bansi (1777–1863), französische Malerin
- Köbi Gantenbein (* 1956), Journalist, Buchautor, Chefredaktor Hochparterre und Verleger
- Andreas Caminada (* 1977), Koch, wohnte bis 2019 in Fläsch